# Ronald Garan
Ronald John Garan (* 30. října 1961 v Yonkers, New York, USA), původně pilot vojenského letectva Spojených států, je od července 2000 astronautem NASA. Má za sebou jeden krátkodobý kosmický let raketoplánem Discovery, ve vesmíru strávil 13 dní, 18 hodin a 13 minut. Od roku 2009 se připravoval na svůj první kosmický let na Mezinárodní vesmírnou stanici (ISS) jako člen Expedice 27/28, do vesmíru vzlétl začátkem dubna 2011 a přistál v polovině září 2011.

## Život

### Voják
Ronald Garan se narodil ve městě Yonkers ve státě New York, zde také do roku 1979 navštěvoval střední školu. Poté studoval ekonomii na SUNY College v Oneontě, roku 1982 zde získal titul bakaláře.
Přihlásil se k  vojenskému letectvu a absolvoval pilotní výcvik. Létal se stíhači F-16 v Německu, později byl přeložen do Jižní Karolíny. Účastnil se operací Pouštní štít a Pouštní bouře. Od roku 1991 byl instruktorem a zástupcem náčelníka v letecké škole. Po třech letech byl přeložen na základnu Eglin na Floridě, kde působil jako zkušební pilot. Roku 1996 získal hodnost magistra letectví na Embry-Riddle Aeronautical University v Arizoně. Rok 1997 strávil ve škole zkušebních letců námořnictva v Patuxent River. Roku 1998 obdržel druhý magisterský titul, tentokrát z leteckého strojírenství na University of Florida. Poté vedl na Eglinu zkoušky raket vzduch-vzduch. Má nalétáno přes 5000 hodin na třiceti typech letadel.

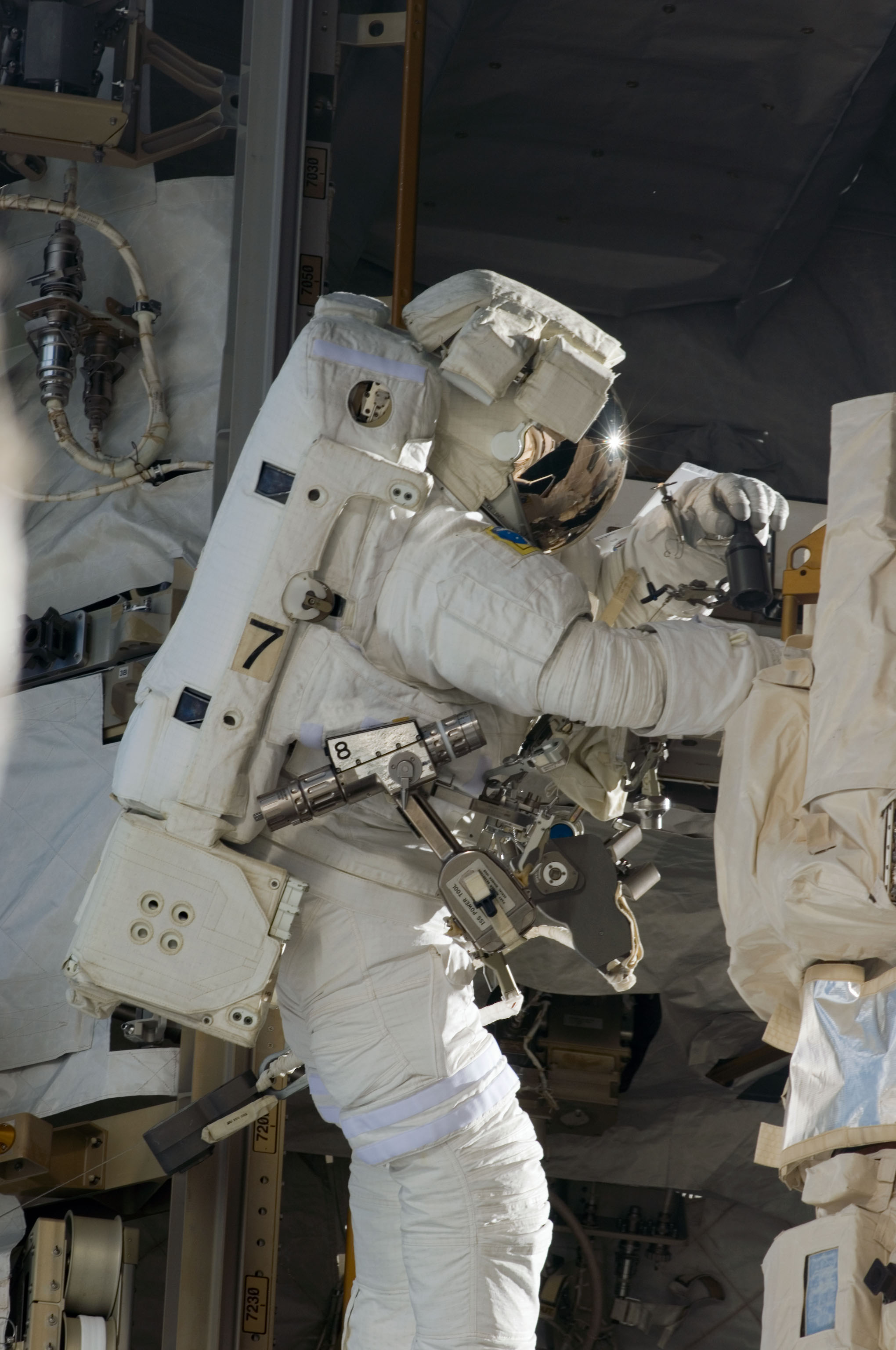
Ronald Garan při montáži na povrchu ISS, 8. června 2008, mise STS-124.

### Astronaut
Zúčastnil se 18. náboru astronautů NASA, uspěl a 26. července 2000 byl začleněn do oddílu astronautů NASA. V ročním kurzu všeobecné kosmické přípravy získal kvalifikaci pilota raketoplánu Space Shuttle.
Po dokončení přípravy pracoval v NASA, roku 2005 se účastnil experimentů v podmořské laboratoři Aquarius Underwater Laboratory.
V březnu 2007 NASA oznámila jeho zařazení do posádky letu STS-124 ve funkci letového specialisty. Do kosmu odstartoval 31. května 2008 na palubě raketoplánu Discovery. Hlavním úkolem mise bylo vyvezení a montáž jádra japonského modulu Kibó – hermetické sekce PM a manipulátoru EMRMS. V průběhu montáže třikrát vystoupil na povrch stanice, celkem strávil v otevřeném vesmíru 20 hodin a 32 minut. Raketoplán přistál 14. června 2000 po 13 dnech, 18 hodinách a 13 minutách letu.
V červenci 2009 byl vybrán do posádky Expedice 27 se startem v březnu 2011. V říjnu 2009 bylo jeho jmenování bylo oficiálně potvrzeno NASA.
Podruhé do kosmu odstartoval v lodi Sojuz TMA-21 z kosmodromu Bajkonur 4. dubna 2011 v 22:18 UTC ve funkci palubního inženýra lodi společně s Andrejem Borisenkem a Alexandrem Samokuťajevem. Po dvoudenním letu se 6. dubna Sojuz spojil s Mezinárodní vesmírnou stanicí. Na ISS pracoval ve funkci palubního inženýra Expedic 27 a 28. Po 164 dnech letu přistál s kolegy Samokuťajevem a Borisenkem v Sojuzu TMA-21 v Kazachstánu, 150 km jihovýchodně od Džezkazganu.
Ronald Garan je ženatý, má tři syny.